# Mathieu Grosch
Mathieu Grosch (ur. 14 września 1950 w Eupen) – belgijski polityk, przewodniczący Partii Chrześcijańsko-Społecznej i wieloletni eurodeputowany.

## Życiorys
Uzyskał w 1973 licencjat z zakresu języków germańskich na Uniwersytecie w Liège, a rok później zdobył uprawnienia nauczyciela szkoły średniej. Do 1981 pracował w szkolnictwie, ucząc języków niemieckiego i angielskiego.
Pełnił następnie przez trzy lata funkcję doradcy premiera. W 1986 został członkiem ścisłych władz Partii Chrześcijańsko-Społecznej, głównego ugrupowania w niemieckojęzycznym kolegium wyborczym. Pełnił później stanowisko przewodniczącego CSP (2004–2010). W latach 1986–1990 był ministrem w rządzie regionalnym. Zasiadał w radach prowincji i wspólnoty niemieckojęzycznej (od 1990 do 1994 jako jej przewodniczący).
W 1991 objął urząd burmistrza Kelmis. W 1994 po raz pierwszy uzyskał mandat posła do Parlamentu Europejskiego. W 1999, 2004 i 2009 skutecznie ubiegał się o reelekcję. W 1994 wszedł w skład zarządu Europejskiej Partii Ludowej.
Odznaczony m.in. Krzyżem Komandorskim Orderu Leopolda i Krzyżem Zasługi Republiki Federalnej Niemiec I klasy.